# Bundesstraße 234
Die Bundesstraße 234 (Abkürzung: B 234) ist eine knapp 13 Kilometer lange Bundesstraße in Nordrhein-Westfalen. Sie beginnt im Stadtgebiet von Sprockhövel und endet in Wetter (Ruhr).

## Verlauf
Die Bundesstraße 234 beginnt an der Anschlussstelle Sprockhövel der A 43 und verläuft auf der Strecke der ehemaligen B 51 über Sprockhövel-Haßlinghausen nach Gevelsberg-Silschede. Kurz darauf zweigt die L 527 von der B 234 ab und verbindet sie über die Anschlussstelle Volmarstein mit der A 1. Die Strecke führt weiter nach Wetter-Volmarstein mit den Ortsteilen Grundschöttel und Oberwengern. In Oberwengern überquert die B 234 die Ruhr und mündet schließlich in Wetter (Ruhr) selbst in die B 226.

## Geschichte
Die Bundesstraße 234 führte ursprünglich von Unna über Aplerbeck, Herdecke, Hagen und Schwelm nach Barmen. Aufgrund der räumlichen Nähe und des parallelen Verlaufs zur A 1 wurden große Teile der B 234 zur Landesstraße heruntergestuft.
Die B 234 geht zurück auf eine zwischen 1788 und 1789 erbaute Chaussee, die die wichtigsten Städte der Grafschaft Mark auf direktem Weg verband. Der ehemals mittlere Teil zwischen Herdecke und Wetter (Ruhr) wurde circa 1820 erbaut.